# Cephalophus
Cephalophus  is een geslacht van evenhoevige zoogdieren uit de familie holhoornigen. De soorten worden ook wel bosduikers genoemd. 

## Taxonomie
In 2022 werden de geslachten Cephalophorus, Cephalophula en Leucocephalophus van dit geslacht afgesplitst.

### Soorten
Het geslacht kent de volgende soorten:
- Cephalophus dorsalis – Zwartrugduiker
- Cephalophus jentinki – Jentinkduiker
- Cephalophus silvicultor – Geelrugduiker
- Cephalophus spadix – Abbotts duiker